# Saint-Guillaume (Isère)
Pour les articles homonymes, voir Saint-Guillaume.
Saint-Guillaume est une commune française située dans le département de l'Isère, en région Auvergne-Rhône-Alpes.
Ses habitants sont appelés les « Guillaumous » ou « Saint-Guillaumous ».

## Géographie

### Situation et description
La commune de Saint-Guillaume se situe au pied de la montagne de la Pale, à une altitude de 720 mètres. Elle est distante d'environ 35 km de Grenoble, 160 km de Lyon, 85 km De La Côte-Saint-André et de 105 km de Valence. Elle est adhérente de la  communauté de communes du Trièves et se trouve à la frontière australe de la vallée de la Gresse, ouvrant sur le plateau de Saint-Paul-lès-Monestier.

### Communes limitrophes
Les communes les plus proches sont Monestier-de-Clermont à 7 km, Château-Bernard à 5 km, Saint-Andéol à 5 km, Sinard à 10 km, Saint-Martin-de-la-Cluze à 14 km et Gresse-en-Vercors à 13 km.
| Château-Bernard   | Miribel-Lanchâtre |                          |
| Saint-Andéol      | Saint-Guillaume   |                          |
| Gresse-en-Vercors |                   | Saint-Paul-lès-Monestier |

### Climat
Pour des articles plus généraux, voir Climat d'Auvergne-Rhône-Alpes et Climat de l'Isère.
En 2010, le climat de la commune est de type climat des marges montargnardes, selon une étude du Centre national de la recherche scientifique s'appuyant sur une série de données couvrant la période 1971-2000. En 2020, Météo-France publie une typologie des climats de la France métropolitaine dans laquelle la commune est exposée à un climat de montagne ou de marges de montagne et est dans une zone de transition entre les régions climatiques « Alpes du nord » et « Alpes du sud ». 
Pour la période 1971-2000, la température annuelle moyenne est de 10 °C, avec une amplitude thermique annuelle de 17,7 °C. Le cumul annuel moyen de précipitations est de 1 065 mm, avec 9,8 jours de précipitations en janvier et 6,7 jours en juillet. Pour la période 1991-2020, la température moyenne annuelle observée sur la station météorologique de Météo-France la plus proche, « Monestier », sur la commune de Monestier-de-Clermont à 6 km à vol d'oiseau, est de 9,9 °C et le cumul annuel moyen de précipitations est de 1 062,6 mm,. Pour l'avenir, les paramètres climatiques de la commune estimés pour 2050 selon différents scénarios d'émission de gaz à effet de serre sont consultables sur un site dédié publié par Météo-France en novembre 2022.

### Hydrographie
Le territoire de Saint-Guillaume est traversé par le torrent de la Gresse, cours d'eau d'une longueur de 34,6 km et dont la source est située non loin du bourg.

### Voies de communication
Bien que situé à l'écart des grands axes de circulation, le territoire de Saint-Guillaume est accessible depuis Grenoble par la RD 8 qui rejoint deux grands axes routiers qui passent à proximité de la commune voisine de Saint-Paul-lès-Monestier : l'ancienne route nationale 75, devenue route départementale 1075 à la suite d'un déclassement, et l'autoroute A51 dénommée officiellement « autoroute du Trièves ».

## Urbanisme

### Typologie
Au 1er janvier 2024, Saint-Guillaume est catégorisée commune rurale à habitat dispersé, selon la nouvelle grille communale de densité à sept niveaux définie par l'Insee en 2022.
Elle est située hors unité urbaine. Par ailleurs la commune fait partie de l'aire d'attraction de Grenoble, dont elle est une commune de la couronne,. Cette aire, qui regroupe 204 communes, est catégorisée dans les aires de 700 000 habitants ou plus (hors Paris),.

### Occupation des sols
L'occupation des sols de la commune, telle qu'elle ressort de la base de données européenne d’occupation biophysique des sols Corine Land Cover (CLC), est marquée par l'importance des forêts et milieux semi-naturels (64,9 % en 2018), une proportion sensiblement équivalente à celle de 1990 (65,2 %). La répartition détaillée en 2018 est la suivante : 
forêts (60,4 %), prairies (23,2 %), zones agricoles hétérogènes (7,3 %), terres arables (4,6 %), milieux à végétation arbustive et/ou herbacée (4,5 %). L'évolution de l’occupation des sols de la commune et de ses infrastructures peut être observée sur les différentes représentations cartographiques du territoire : la carte de Cassini (XVIIIe siècle), la carte d'état-major (1820-1866) et les cartes ou photos aériennes de l'IGN pour la période actuelle (1950 à aujourd'hui).

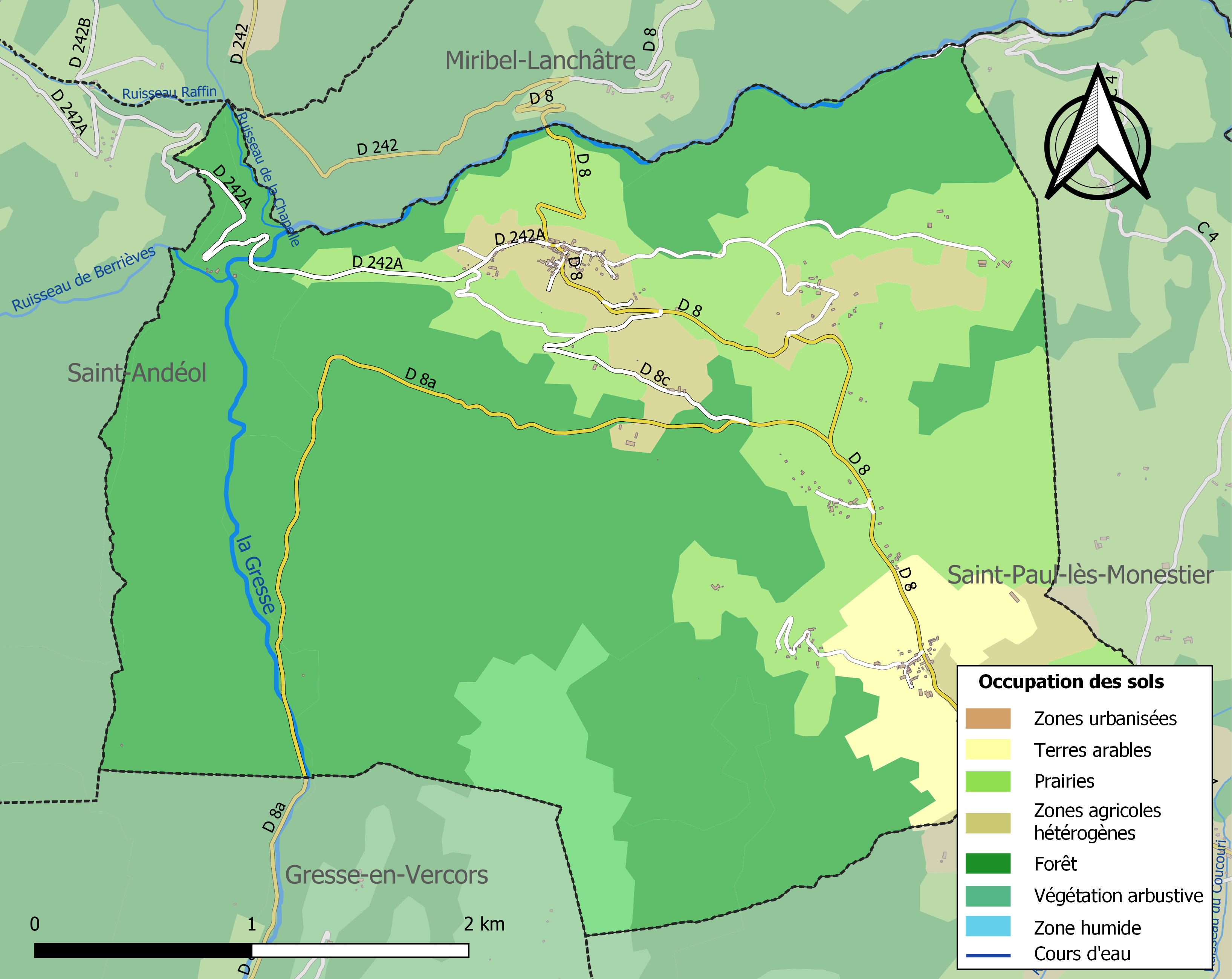
Carte des infrastructures et de l'occupation des sols de la commune en 2018 (CLC).

### Hameaux, lieux-dits et écarts
Grisail, Maninaire, le Mas sont, avec le bourg de Saint-Guillaume, les principaux hameaux de la commune.
Quelques lieux-dits (à compléter) : Grosse-pierre, les Guillots, la Châtelette, Lombardier, l'Eyguillère, la Fruitière…

### Risques naturels et technologiques

#### Risques sismiques
L'ensemble du territoire de la commune de Saint-Guillaume est situé en zone de sismicité no 3 (sur une échelle de 1 à 5), comme la plupart des communes de son secteur géographique. Elle se situe cependant au sud de la limite d'une zone sismique classifiée de « moyenne ».
| Type de zone | Niveau            | Définitions (bâtiment à risque normal) |
| ------------ | ----------------- | -------------------------------------- |
| Zone 3       | Sismicité modérée | accélération = 1,1 m/s2                |

## Histoire
Au Moyen Âge, Saint-Guillaume est le siège d'une seigneurie. L'enquête de 1339, signale au lieu-dit Touchane la présence d'une maison forte : « fortallissium mureum », située sous une des tours du château de Touchane, possession des Rossin du Molard. Il s'agirait d'une partie du château divisé entre plusieurs coseigneurs.

## Politique et administration

### Liste des maires
| Période                                  | Période  | Identité              | Étiquette | Qualité |
| ---------------------------------------- | -------- | --------------------- | --------- | ------- |
| avant 1988                               | ?        | André Achard          | PCF       |         |
| 1995                                     | 2008     | Denis Ruchier-Berquet |           |         |
| 2008                                     | 2020     | Éliane Paquet         |           |         |
| 2020                                     | En cours | David Piccarreta      |           |         |
| Les données manquantes sont à compléter. |          |                       |           |         |

## Population et société

### Démographie
L'évolution du nombre d'habitants est connue à travers les recensements de la population effectués dans la commune depuis 1793. Pour les communes de moins de 10 000 habitants, une enquête de recensement portant sur toute la population est réalisée tous les cinq ans, les populations de référence des années intermédiaires étant quant à elles estimées par interpolation ou extrapolation. Pour la commune, le premier recensement exhaustif entrant dans le cadre du nouveau dispositif a été réalisé en 2005.

En 2022, la commune comptait 239 habitants, en évolution de −8,43 % par rapport à 2016 (Isère : +3,07 %, France hors Mayotte : +2,11 %).
| 1793 | 1800 | 1806 | 1821 | 1831 | 1836 | 1841 | 1846 | 1851 |
| ---- | ---- | ---- | ---- | ---- | ---- | ---- | ---- | ---- |
| 430  | 406  | 464  | 471  | 435  | 431  | 434  | 426  | 443  |

| 1856 | 1861 | 1866 | 1872 | 1876 | 1881 | 1886 | 1891 | 1896 |
| ---- | ---- | ---- | ---- | ---- | ---- | ---- | ---- | ---- |
| 398  | 368  | 364  | 368  | 393  | 405  | 385  | 354  | 337  |

| 1901 | 1906 | 1911 | 1921 | 1926 | 1931 | 1936 | 1946 | 1954 |
| ---- | ---- | ---- | ---- | ---- | ---- | ---- | ---- | ---- |
| 292  | 281  | 248  | 228  | 222  | 198  | 211  | 208  | 185  |

| 1962 | 1968 | 1975 | 1982 | 1990 | 1999 | 2005 | 2006 | 2010 |
| ---- | ---- | ---- | ---- | ---- | ---- | ---- | ---- | ---- |
| 185  | 144  | 132  | 160  | 235  | 270  | 256  | 252  | 282  |

| 2015 | 2020 | 2022 | - | - | - | - | - | - |
| ---- | ---- | ---- | - | - | - | - | - | - |
| 265  | 241  | 239  | - | - | - | - | - | - |

### Enseignement
La commune est rattachée à l'académie de Grenoble.

### Médias
Historiquement, le quotidien à grand tirage Le Dauphiné libéré consacre, chaque jour, y compris le dimanche, dans son édition de l'Isère-Sud, un ou plusieurs articles à l'actualité de la communauté de communes, ainsi que des informations sur les éventuelles manifestations locales, les travaux routiers, et autres événements divers à caractère local.
La commune est située sur l'aire de diffusion de radio Ici Isère, une radio publique qui émet sur l'ensemble du territoire du département de l'Isère.

### Cultes
L'église (propriété de la commune) et la communauté catholique de Saint-Guillaume dépendent de la paroisse Notre-Dame d'Esparron (Relais du Lac), elle-même rattachée au diocèse de Grenoble-Vienne.

## Culture locale et patrimoine

### Lieux et monuments
- Église Saint-Blaise de Saint-Guillaume
- Le village de Saint-Guillaume est surtout connu pour son ensemble architectural typique du Trièves.
- Bien qu'une partie de l'église du village fut détruite en 1709 lors d'un incendie, il reste aujourd'hui un clocher dont la très vieille cloche est classée.
- Le village possédait aussi un château du XIIe siècle[22] appelé château de Touchane, possession des Rossin du Molard, aujourd'hui il n'en subsiste que quelques vestiges.

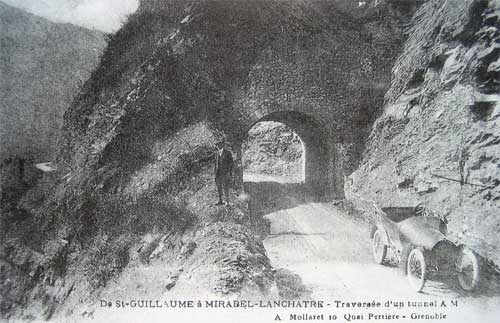
Ancienne carte postale de la traversée du tunnel qui liait Saint-Guillaume à Miribel-Lanchâtre au début du XXe siècle.
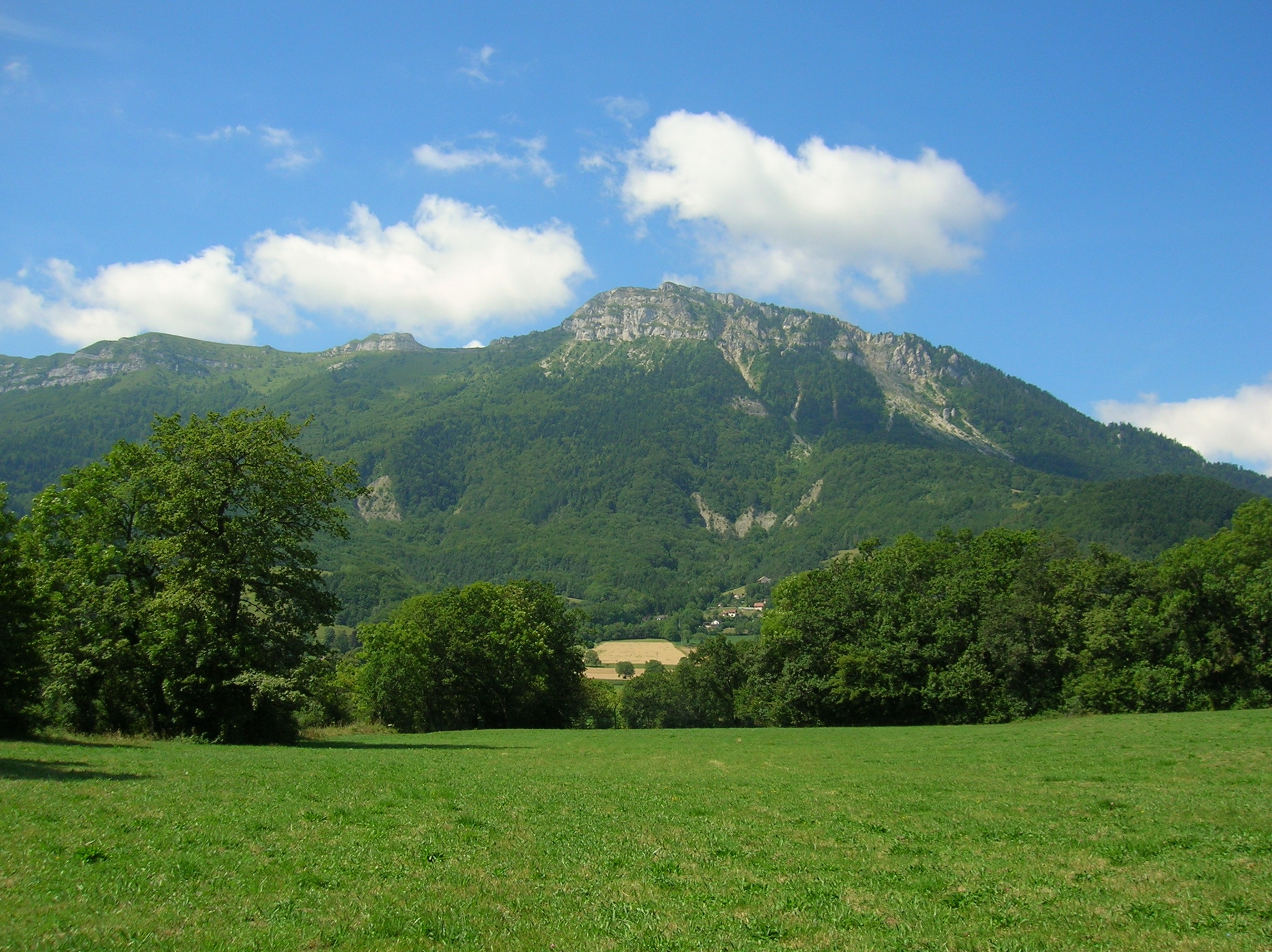
Grisail vu depuis Rivoiranche, hameau de Saint-Paul-lès-Monestier.

### Héraldique
|  | Saint-Guillaume (Isère) possède des armoiries dont l'origine et le blasonnement exact ne sont pas disponibles. |